# Alvarmalört
Alvarmalört (Artemisia oelandica) är en flerårig ört inom släktet malörter och familjen korgblommiga växter. Den förekommer endast på Öland och är således en av Sveriges få endemiska arter.

## Beskrivning
Alvarmalört är en flerårig, mattbildande ört med jordstam. De vegetativa skotten är nedliggande och beståndsbildande. Bladen är dubbelflikiga och breda, med platta, spetsiga flikar, samt är gröna även på undersidan.
Blomstjälkarna är upprätta och kan bli från ett par decimeter upp till sju decimeter höga. Arten blommar från augusti till september, med blomkorgar som sitter hängande i en spetsig klase, och är små och breda. Vanligtvis bildas bara några få blommande skott varje år; växten förökar sig framför allt vegetativt. Mängden blommor varierar dock kraftigt från år till år.
Arten är lik stenmalört och fältmalört, men kan kännas igen på att bladflikarna är platta och breda snarare än trådsmala som hos dessa.

## Utbredning och habitat
Alvarmalört är sällsynt och förekommer endast på Öland, där den växer på torr kalkrik mark. Arten räknades tidigare till samma art som Artemisia laciniata, men räknas nu som en egen art, som är endemisk på Öland.
Alvarmalört är fridlyst i Sverige. Se även Lista över fridlysta växter i Sverige.

## Namn
Artepitetet oelandica är en latinisering av namnet Öland och betyder 'från Öland'.